# فرودگاه شهری جیمز کلمنت
فرودگاه شهری جیمز کلمنت (به انگلیسی: James Clements Municipal Airport) یک فرودگاه همگانی بهره‌برداری هوایی است که یک باند فرود آسفالت دارد و طول باند آن ۷۹۲ متر است. این فرودگاه در کشور ایالات متحده آمریکا قرار دارد و در ارتفاع ۱۷۸ متری از سطح دریا واقع شده‌است.